# 日本双盖蕨
日本双盖蕨（学名：Diplazium nipponicum）也称日本短肠蕨，为蹄盖蕨科双盖蕨属下的一个种。